# فرخنده سرنارنجی
فرخنده سرنارنجی (نام علمی: Thlypopsis sordida) گونه‌ای از پرندگان تیرهٔ فرخندگان (Thraupidae) است. این گونه بومی آمریکای جنوبی است و در آرژانتین، بولیوی، برزیل، کلمبیا، اکوادور، پاراگوئه، پرو و ونزوئلا یافت می‌شود، جایی که در گیاهان متوالی، سرادو، جنگل‌های ساحلی، درختچه‌ها، بوته‌ها و جنگل‌های باز زندگی می‌کند. نرهای این گونه دارای روتنهٔ خاکستری شنی، زیرتنهٔ دارچینی تا نخودی، سفید در مرکز پایین سینه، شکم و دم و سرهای نارنجی مایل به قرمز و زرد هستند. ماده‌ها مشابه اما کدرتر هستند.